# Mariana de Jesús de Paredes
Mariana de Jesús de Paredes (em castelhano:  Mariana ou María Ana de Jesús de Paredes; Quito, 31 de outubro de 1618 – Quito, 26 de maio de 1645), é uma santa católica romana e foi a primeira pessoa a ser canonizada no que hoje é o Equador. Ela era uma reclusa que teria se sacrificado pela salvação de sua cidade. Ela foi beatificada pelo Papa Pio IX em 1853 e canonizada pelo Papa Pio XII em 1950. Ela é a padroeira do Equador e venerada na Igreja da Companhia de Jesus em Quito. Sua festa é celebrada no dia 26 de maio pela nação e no dia 28 de maio pela Ordem Franciscana.

## Vida
Nasceu Maríana de Paredes Flores e Granobles y Jaramillo na cidade de Quito, então vice-reino do Peru, em 31 de outubro de 1618. Nascida de pais aristocráticos de ambos os lados da família, seu pai era Jerónimo de Paredes Flores y Granobles, um nobre de Toledo, e sua mãe era Mariana Jaramillo, descendente de um dos principais conquistadores. Mariana era a caçula de oito filhos, e afirma-se que seu nascimento foi acompanhado pelos fenômenos mais inusitados do céu, claramente ligados à criança e juridicamente atestados na época do processo de sua beatificação. Órfã aos quatro anos, foi acolhida e criada pela irmã mais velha, Jerónima de Paredes, e pelo marido desta, Cosme de Caso. Atraída por uma vida espiritual, sua irmã e seu cunhado permitiram que ela vivesse reclusa em sua casa, levando um estilo de vida ascético, semelhante a Rosa de Lima, a quem é frequentemente comparada. Ela recusou a entrada em um mosteiro, apesar da insistência de seu cunhado e tutor Cosme de Caso. Ela se submeteu à mortificação corporal, com a ajuda de seu criado índio. Ela não viveu em reclusão total, mas sim centrou sua vida espiritual na igreja Jesuíta próxima, onde ela participou da Sodalidade de Nossa Senhora, estabelecida pela Sociedade em suas várias igrejas ao redor do mundo para ajudar os leigos em seu desejo de se aprofundar suas vidas espirituais.
É relatado que o jejum de Paredes era tão estrito que ela mal comia uma onça de pão seco a cada oito ou dez dias. O alimento que milagrosamente sustentou sua vida, como no caso de Catarina de Sena e Rosa de Lima, foi, segundo o testemunho juramentado de muitas testemunhas, somente a Eucaristia, que ela recebia todas as manhãs na Missa.
A vida espiritual de Paredes estava intimamente ligada à dos jesuítas, mas, por sugestão de seu diretor espiritual, ela se tornou membro da Ordem Terceira de São Francisco. Isso provavelmente foi aconselhado a ela, pois a inscrição nessa Ordem dava-lhe um status oficial que refletia seu modo de vida penitencial na sociedade espanhola, para o qual os jesuítas não tinham equivalente. O nome religioso que ela assumiu na época, Mariana de Jesús, era sem dúvida um indicativo de onde estava seu coração espiritual. Segundo seu hagiógrafo jesuíta, ela não foi à igreja franciscana para receber o escapulário e o cordão que proclamava ser membro daquela vida, mas mandou outra pessoa.
Após a morte de Paredes em 1645, seu funeral e sepultamento foram realizados na igreja jesuíta. O sermão fúnebre que o padre Alonso de Rojas pregou enfatizou sua mortificação corporal e renúncia à carne, e apresentou-a como um modelo para as mulheres em Quito. "Aprendam meninas de Quito, de sua conterrânea, [preferir] a santidade à beleza, as virtudes à ostentação." O sermão se tornou um documento chave no longo processo para estabelecer sua santidade, beatificação (1853) e canonização final (1950).
Os Frades Menores reivindicaram Paredes como santo da Ordem Franciscana. Ela usava o escapulário e a corda franciscanos, mas seu hagiógrafo jesuíta do século XVII, Jacinto Morán de Butrón, afirma que os jesuítas nutriram sua vida espiritual. Logo após sua morte, a Província Franciscana do Peru, com sede em Lima, incluiu uma biografia de Mariana na história da província, citando como fonte o sermão fúnebre dos Jesuítas.
Paredes possuía o dom extático da oração e dizem ter sido capaz de prever o futuro, ver acontecimentos distantes como se estivessem passando antes dela, ler os segredos dos corações, curar doenças por um mero sinal da Cruz ou aspergindo o sofredor com água benta, e pelo menos uma vez restaurou uma pessoa morta à vida. Durante os terremotos de 1645 e as epidemias subsequentes em Quito, ela se ofereceu publicamente como uma vítima pela cidade e morreu pouco depois. Também é relatado que, no dia em que ela morreu, sua santidade foi revelada de maneira maravilhosa: Imediatamente após sua morte, um lírio branco puro brotou de seu sangue, floresceu e floresceu, um prodígio que lhe deu o título de "O Lírio de Quito". A República do Equador a declarou uma heroína nacional.

## Canonização
Logo após a morte de Paredes, a pedido dos padres jesuítas, o Bispo de Quito, Alfonso de la Peña y Montenegro, deu início aos primeiros passos preliminares para a canonização de Paredes e de sua sobrinha, Sebastiana de Caso, e instituiu o processo de investigar e coletar evidências da santidade de sua vida, suas virtudes e seus milagres. O rei Carlos II da Espanha assumiu a causa de sua canonização, num esforço para promover a conexão dos colonos nativos das Américas com a nação espanhola, bem como provar a fé da população colonial.
A Sagrada Congregação dos Ritos, tendo discutido e aprovado este processo, decidiu a favor da introdução formal da causa, e o Papa Bento XIV assinou a comissão para a introdução da causa em 17 de dezembro de 1757. Após a supressão da Companhia de Jesus em todo o Império Espanhol em 1767, a causa da canonização de Paredes foi assumida pela Coroa espanhola, que nomeou um padre chileno como Postulador da causa junto à Santa Sé. Sua veneração foi incentivada em várias colônias espanholas da América do Sul.
O processo apostólico relativo às virtudes de Mariana de Paredes foi elaborado e devidamente examinado pelas duas Congregações Preparatórias e pela Congregação Geral dos Ritos, tendo sido ordenadas pelo Papa Pio VI a publicação do decreto que atesta o caráter heróico da suas virtudes. O processo relativo aos dois milagres operados pela intercessão deste servo de Deus foi posteriormente preparado e foi examinado e aceito pelas três congregações, e formalmente aprovado em 11 de janeiro de 1817, pelo Papa Pio IX.
Tendo a Congregação Geral decidido a favor de proceder à beatificação, o Papa Pio IX ordenou que se preparasse o Breve de beatificação. Peter Jan Beckx, Superior Geral da Companhia de Jesus, fez uma petição ao cardeal Costantino Patrizi Naro para que ordenasse a publicação do Breve, e seu pedido foi atendido. O Breve foi lido e a solene beatificação aconteceu na Basílica de São Pedro, em Roma, em 10 de novembro de 1853. Muitos milagres foram alegados como a recompensa daqueles que invocaram sua intercessão, especialmente na América. Mais um milagre confirmado pela Congregação Geral, sua canonização foi aprovada pelo Papa Pio XII e celebrada em 1950.

## Veneração
Desde que Parades foi beatificada, muitas paróquias e instalações educacionais foram colocadas sob seu patrocínio em toda a América Latina. Uma congregação de religiosas docentes com o seu nome foi fundada em 1873 por Mercedes de Jesús Molina.